# Sheila Kavugwe Chajira
Sheila Kavugwe Chajira (20 de dezembro de 1993) é uma jogadora de rugby sevens queniana.

## Carreira
Sheila Kavugwe Chajira integrou o elenco da Seleção Queniana Feminina de Rugbi de Sevens, na Rio 2016, que foi 11º colocada.